# Čehizam
Bohemizmi ili čehizmi posuđenice su i usvojenice koje potječu iz češkog jezika. Pojam "bohemizam" proizlazi iz povijesnog imena za Češku – Bohemija. Najpoznatiji su primjeri bohemizama internacionalizmi:
1. Robot, koji dolazi od starog slavenskog izraza rabota = teški, prisilni rad (u češkom robota). Predstavio ga je Karel Čapek u djelu R.U.R., a izmislio ga je njegov brat Josef Čapek. Prvotna riječ za robota u češkom bila je rabotnik, ali je poslije njezino mjesto zauzela riječ robot.
2. Polka, koji je ujedno i svojevrsni egzotizam.

## Bohemizmi u hrvatskome jeziku
|   | Češki       | Hrvatski    |   | Češki    | Hrvatski      |
| • | Absurdistán | Apsurdistan | • | Časopis  | Časopis       |
| • | Dojem       | Dojam       | • | Tolar    | Dolar         |
| • | Dražba      | Dražba      | • | Houfnice | Haubica       |
| • | Kyslík      | Kisik       | • | Koláč    | Kolač         |
| • | Kopačky     | Kopačke     | • | Krajina  | Krajolik      |
| • | Nadpis      | Natpis      | • | Něžnost  | Nježnost      |
| • | Obřad       | Obred       | • | Obzor    | Obzor         |
| • | Písanka     | Pisanka     | • | Píšťala  | Pištolj       |
| • | Pokus       | Pokus       | • | Polka    | Polka         |
| • | Poprsí      | Poprsje     | • | Robot    | Robot         |
| • | Semtex      | Semtex      | • | Sokol    | Sokol, pokret |
| • | Spis        | Spis        | • | Strana   | Stranka       |
| • | Stroj       | Stroj       | • | Stupeň   | Stupanj       |
| • | Tlak        | Tlak        | • | Ústav    | Ustav         |
| • | Vlak        | Vlak        | • | Vodík    | Vodik         |

Navedene su riječi usvojenice, što pokazuje da je hrvatski jezik prihvatio brojne bohemizme koji se danas i ne osjećaju kao strane riječi. Neke je bohemizme (npr. vodik i kisik) u hrvatski leksik uveo i znameniti jezikoslovac Bogoslav Šulek koji su zamijenili tuđice koje su tvorbeno, morfološki, fonološki ili grafijski bile neprilagođene hrvatskome jeziku.